# 마이클 라이언 (시인)
마이클 라이언(Michael Ryan, 1946년~)은 1990년부터 미합중국 캘리포니아 대학교 어바인에서 작문과 문예창작을 가르치는 사람이다.
그는 일전에 아이오와 대학교, 프린스턴 대학교, 버지니아 대학교와 워런 윌슨 대학 문예창작 석사 과정에서 강의하였다.
지금까지 4권의 시집과 자서전, 회고록, 시와 작문에 관한 수필집 등을 썼으며, 휴튼 미플린(Houghton Mifflin)에서 출간한 그의 저서 New and Selected Poems는 2005년 킹슬리 투프츠 포잇트리 어워드(Kingsley Tufts Poetry Award)에서 수상하였다. 또한, 레노어 마셜 포잇트리 프라이즈(Lenore Marshall Poetry Prize), 화이팅 라이터즈 어워드(Whiting Writers Award), 구겐하임 펠로우쉽(Guggenheim Fellowship), 예일 시리즈 오브 영거 포잇 어워드(Yale Series of Younger Poets Award) 등에서도 수상하였다.
그리고 지난 35년 동안 그의 시와 수필은 아메리칸 포잇트리 리뷰(The American Poetry Review), 트리페니 리뷰(The Threepenny Review), 뉴요커(The New Yorker) 등 많은 잡지와 명문집에 실렸다.

## 주요 작품
- New And Selected Poems. (Houghton Mifflin, 2004)
- Baby B [회고록]. (Graywolf Press, 2004)
- A Difficult Grace: On Poets, Poetry, and Writing [수필]. (University of Georgia Press, 2000)
- Secret Life [자서전]. (Pantheon, 1995; Vintage paperback, 1996)
- God Hunger [시집]. (Viking Penguin, 1989; Paperback, 1990)
- In Winter [시집]. (Holt, 1981)
- Threats Instead of Trees [시집]. (Yale University Press, 1974)